# Ciclisme als Jocs Olímpics d'estiu de 1920 - 50 quilòmetres
La cursa del 50 quilòmetres fou una de les quatre proves del programa olímpic de ciclisme en pista dels Jocs Olímpics d'Anvers de 1920.
La cursa es va disputar el dia 10 d'agost de 1920 amb la presència de 31 ciclistes procedents de 10 nacions. D'aquests, sols 14 acabaren la cursa.

## Medallistes
| Or           | Plata       | Bronze       |
| Henry George | Cyril Alden | Piet Ikelaar |

## Resultats
| Posició | Ciclista            | Temps        |
| ------- | ------------------- | ------------ |
| Or      | Henry George        | 1h 16' 43,2" |
| Plata   | Cyril Alden         |              |
| Bronze  | Piet Ikelaar        |              |
| 4       | Ruggero Ferrario    |              |
| 5       | Herbert McDonald    |              |
| 6       | Franco Giorgetti    |              |
| 7       | William Smith       |              |
| 8       | Charles Cadron      |              |
| 8       | Gaston Alancourt    |              |
| 8       | Gustave de Schryver |              |
| 8       | William Stewart     |              |
| 8       | Primo Magnani       |              |
| 8       | Thomas Harvey       |              |
| —       | Jack King           | NF           |
| —       | Félix Dockx         | NF           |
| —       | Harold Bounsell     | NF           |
| —       | William Taylor      | NF           |
| —       | Norman Webster      | NF           |
| —       | ? Couder            | NF           |
| —       | ? Enguerrand        | NF           |
| —       | Horace Johnson      | NF           |
| —       | Luigi Gilardi       | NF           |
| —       | Jean Majerus        | NF           |
| —       | Arie van der Stel   | NF           |
| —       | Anton Krijgsman     | NF           |
| —       | Willem Ooms         | NF           |
| —       | James Walker        | NF           |
| —       | Fred Taylor         | NF           |
| —       | William Beck        | NF           |
| —       | Frank Small         | NF           |
| —       | Anthony Young       | NF           |

NF - No finalitza